# فرودگاه لئو
فرودگاه لئو (به انگلیسی: Leo Airport) یک فرودگاه با کد یاتا XLU است . این فرودگاه در کشور بورکینافاسو قرار دارد .